# Nancy Drew: Midnight in Salem
Midnight in Salem es un juego de aventuras point-and-click, la 33.ª entrega de la serie Nancy Drew de HeR Interactive. Los jugadores asumen la perspectiva en primera persona de la detective aficionada ficticia Nancy Drew y deben resolver el misterio interrogando a los sospechosos, resolviendo acertijos y descubriendo pistas. Hay dos niveles de dificultad, Detective Junior y Detective Senior. El modo Detective Senior presenta una mayor dificultad de los rompecabezas, así como una menor cantidad de consejos y notas grabadas automáticamente. Es el primer juego de la serie realizado con el motor de juego Unity, así como el primero en presentar a Brittany Cox como la voz de Nancy Drew en lugar de la actriz de doblaje de toda la vida Lani Minella.

### Personajes
- Nancy Drew - una detective aficionada que visita Salem, Massachusetts para descubrir el misterio detrás de una serie de casos recientes de incendios provocados
- Deirdre Shannon - la rival recurrente de Nancy que ocasionalmente la ayuda a través de conversaciones telefónicas durante el juego. Prima de Mei Perry.
- Mei Parry - una joven con un pasado misterioso que a menudo recibe el desprecio de la gente del pueblo debido a sus cicatrices de quemaduras.
- Teegan Parry - una joven con una personalidad alegre y optimista, pero de mal carácter. Hermana de Mei Perry.
- Olivia Ravencroft - una guía turística local que utiliza entretenimiento con temática de brujería para atraer clientes.
- Lauren Holt - la heredera de una propiedad histórica local que también es dueña de una tienda de té con temática de brujería.
- Juez Danforth - un juez local a menudo perplejo por la tecnología y las tendencias modernas.
- Alicia Cole - una abogada que se mudó de una ciudad más grande a Salem para trabajar con el juez Danforth.
- Jason Danforth - el hijo rico del juez Danforth, quien está atormentado por una experiencia de su infancia relacionada con lo sobrenatural.
- Frank y Joe Hardy - hermanos adolescentes que trabajan como detectives aficionados y ayudan a Nancy por teléfono mediante pistas y conversaciones.
- Ned Nickerson - el novio de Nancy, a quien se le escribe antes y después del juego.

## Desarrollo y lanzamiento
Midnight in Salem se estrenó el 3 de diciembre de 2019. A diferencia de los juegos anteriores de la serie de juegos de aventuras Nancy Drew, Midnight in Salem presenta gráficos completamente en 3D, y los jugadores pueden «mirar a su alrededor» dentro de la escena, en lugar de observar el juego solo desde ángulos predeterminados.

## Recepción
Midnight in Salem recibió críticas mixtas y negativas tras su lanzamiento; muchos se burlaron de sus gráficos, rompecabezas y rendimiento, pero elogiaron su trama y sus personajes. Adventure Gamers afirmó: «Las animaciones de los personajes y la sincronización de labios pueden resultar bastante desagradables, su movimiento basado en nodos conserva la torpeza común a toda navegación de este tipo y los pocos acertijos que tiene apenas suponen un desafío, incluso en el nivel de dificultad más alto. Sin embargo, a pesar de todo eso, el encanto de sus personajes y la intriga de su historia consiguen mantener a flote la experiencia». Otros elogiaron su contenido educativo y su enfoque en un elenco principalmente femenino, pero lo catalogaron de «torpe», afirmando que los usuarios de Mac podrían tener que ejecutar el juego en baja resolución para que funcione correctamente.